# Burg Shiroishi

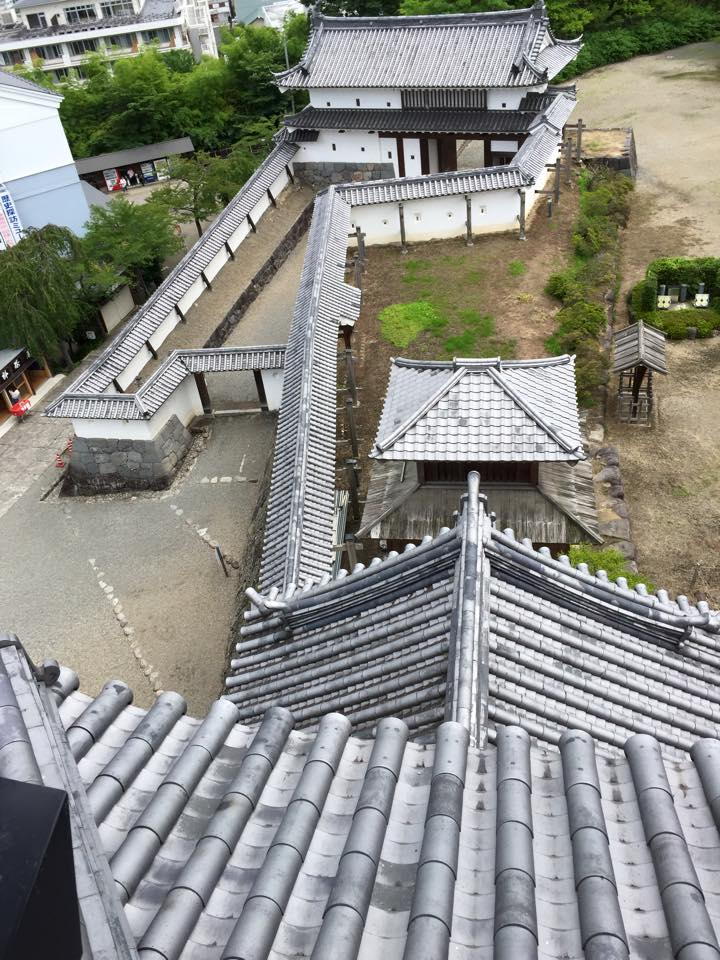
Blick auf die Toranlage

Die Burg Shiroishi (japanisch 白石城, Shiroishi-jō) befindet sich in der Stadt Shiroishi, Präfektur Miyagi. In der Edo-Zeit residierten dort die Katakura. Sie waren die Hausältesten des Date-Klans und hatten ein Einkommen von 13.000 Koku, also so viel wie ein kleinerer Daimyō.

## Die Anlage
Die Burg Shiroishi war ursprünglich der Wohnsitz der Shiroishi, Vasallen der Date, kam dann aber 1591 unter den in Aizu Wakamatsu regierenden Kamō Ujisato, der einen großen Ausbau vornahm. Während der Schlacht von Sekigahara eroberte Date Masamune die Burg und gab sie 1602 als Nebensitz an seinen wichtigen Vasallen Katakura Kagetsuna (片倉 景綱; 1557–1615) mit einem Einkommen von 13.000 Koku. Die Burg entging unzerstört dem „Eine Provinz, eine Burg“-Erlass (一国一城令, Ikkoku –ichijō-rei) und hielt ihren Status als Burg unter elf Generationen der Katakura bis zur Meiji-Restauration. Während des Boshin-Krieges schlossen sich die Katakura der Ō-U-Etsu Allianz (奥羽越列藩同盟, Ō-U-Etsu reppan dōmei) an, gab aber zusammen mit den Date in Sendai ihren Widerstand auf.
Die Burg liegt auf einer Anhöhe am Shiroishi-Fluss. Im Kern bestand sie aus der inneren Burg (本丸, hommaru) und dem Ni-no-maru (二ノ丸). Im Westen schloss sich das Numa-no-maru (沼ノ丸), im Süden das Naka-no-maru (中ノ丸) an. Die Anlage war durch trockene Gräben und Erdwälle geschützt. In dem am Fluss liegenden Ostteil lag das San-no-Maru (三ノ丸), das durch einen Wassergraben geschützt wurde. Dort befanden sich die Wohnungen der Samurai.
Die innere Burg war von einem Steinwall umgeben und besaß an der Nordwest-Ecke einen dreistöckigen Wachturm (三階櫓, sangai yagura), der als Burgturm (天守閣, tenshukaku) fungierte. An der Südostecke befand sich der Tatsumi-Wachturm, an der Hitsujisaru-Wachturm. Dort befand sich die Residenz (御殿, goten). Der Zugang zu diesem Bereich im Norden war durch eine doppelte Toranlage geschützt, bestehend aus dem Ōte-ichi-no-gomon (大手一ノ御門) und dem Ōte–ni-no-gomon (大手二ノ御門) geschützt, die einen kastenförmigen Schutzbereich zwischen sich hatten, eine ungewöhnliche Anlage. 
Nach 1868 wurde  die Burg aufgegeben, aber nach über hundert Jahren wurden im Jahr 1995 einige Nachbauten fertiggestellt. Sie umfassen den dreistöckigen Wachturm, die beiden genannten Tore. Erhalten sind weiter Tore, die beim Abriss in der Meiji-Zeit an Tempel der Stadt, Tōshin-ji (当信寺) und Emmei-ji (延命寺), gekommen waren.

## Bilder

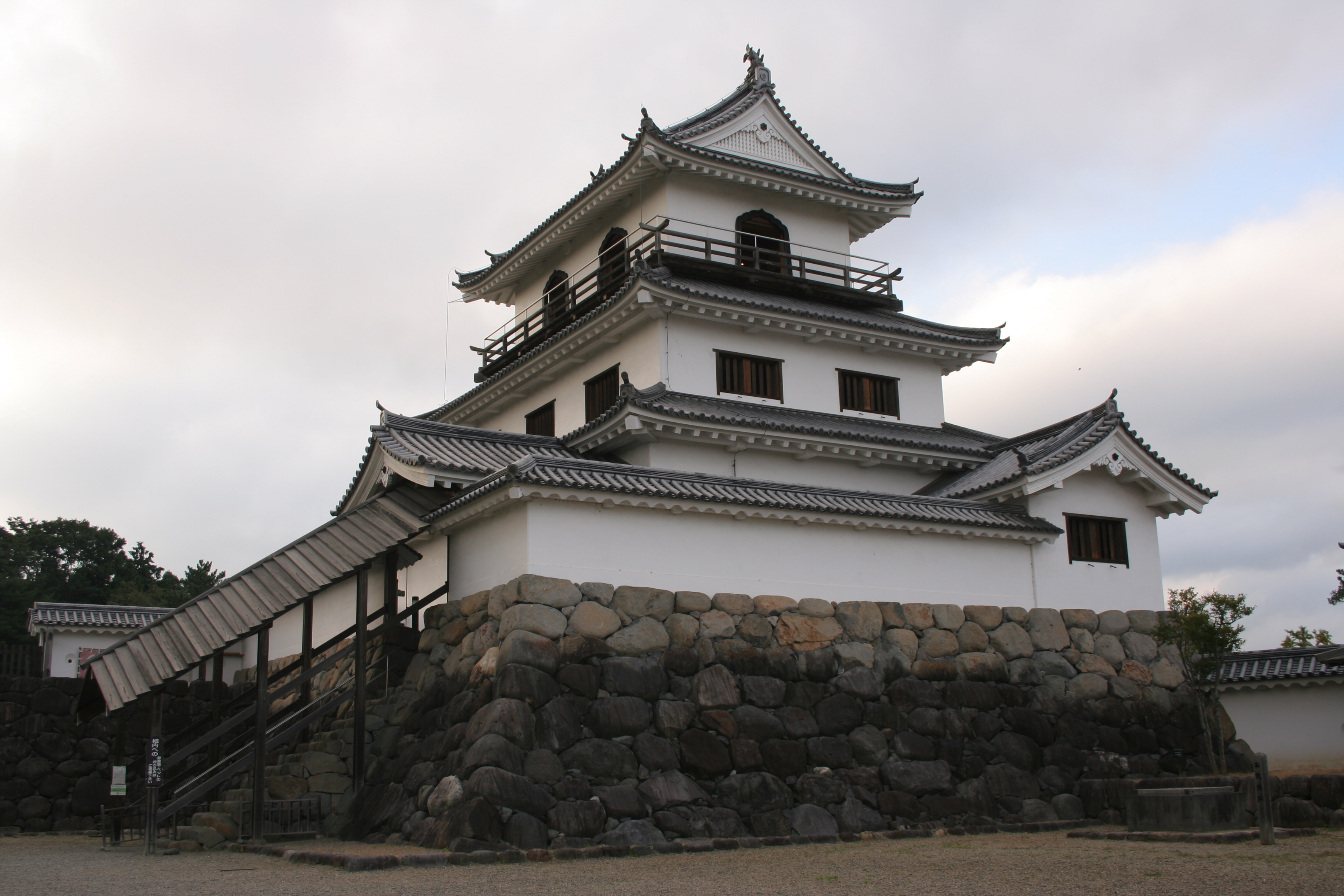
Dreistöckiger Wachturm
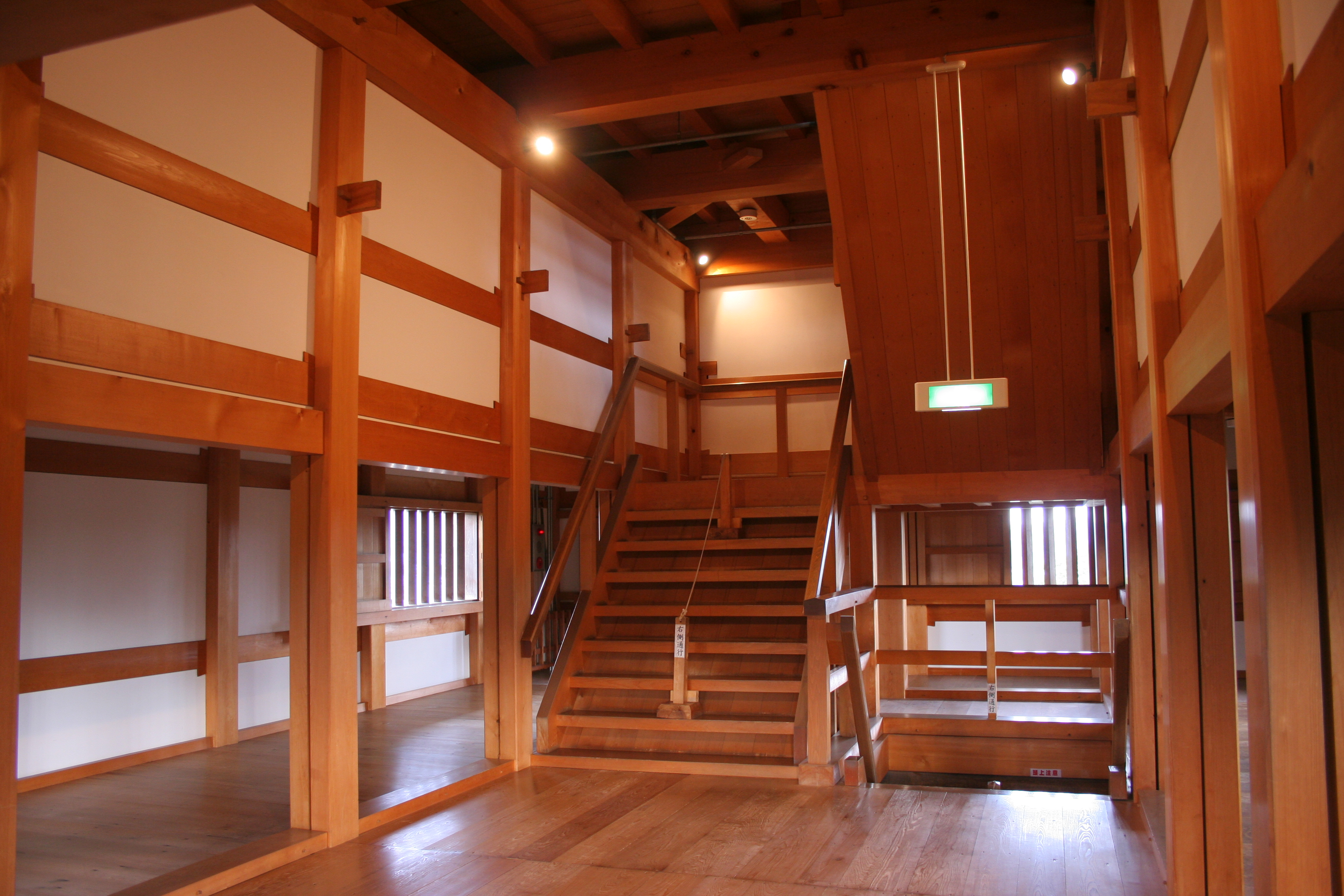
Dreistöckiger Wachturm, innen
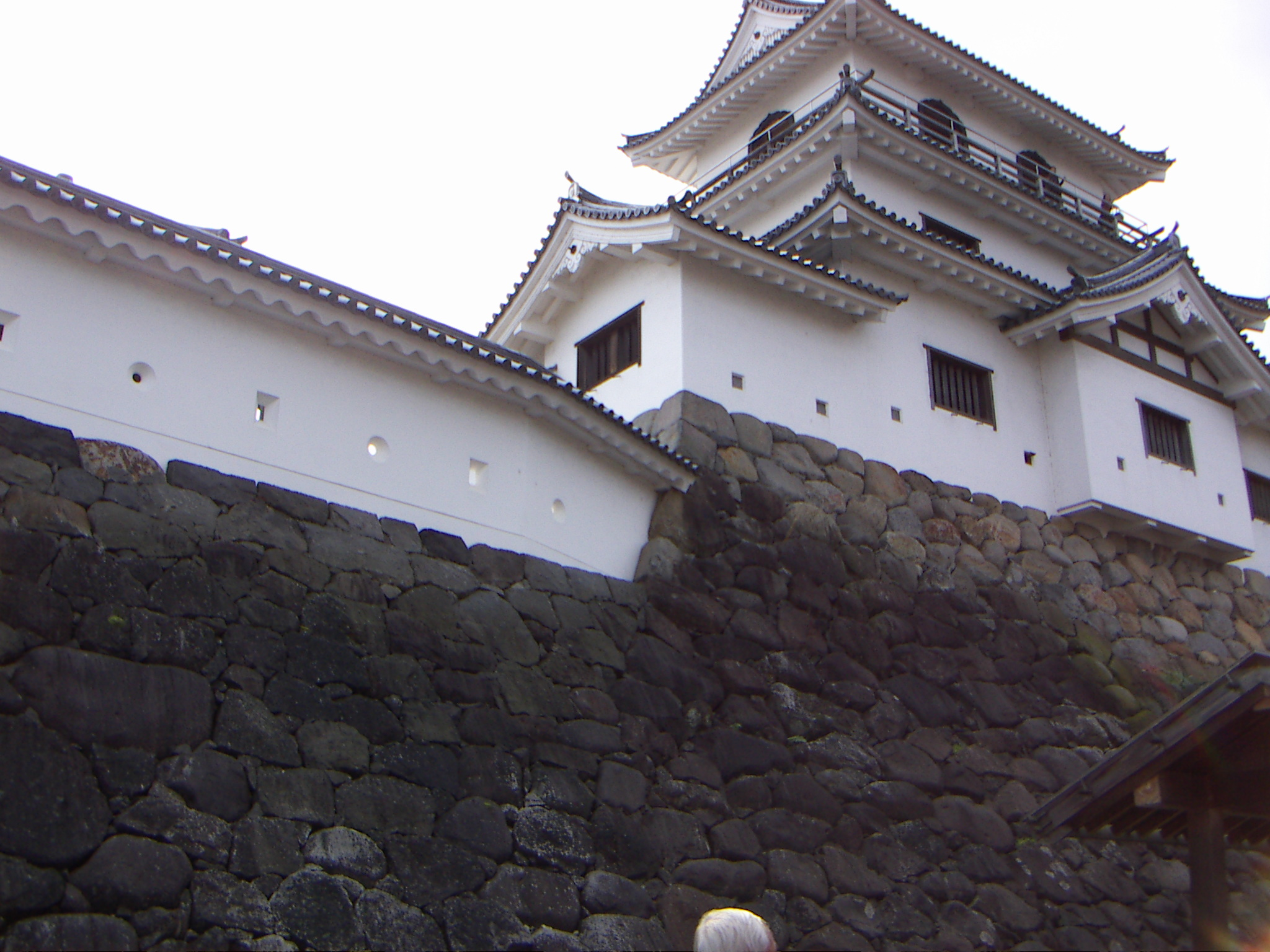
Wachturm, Außenansicht
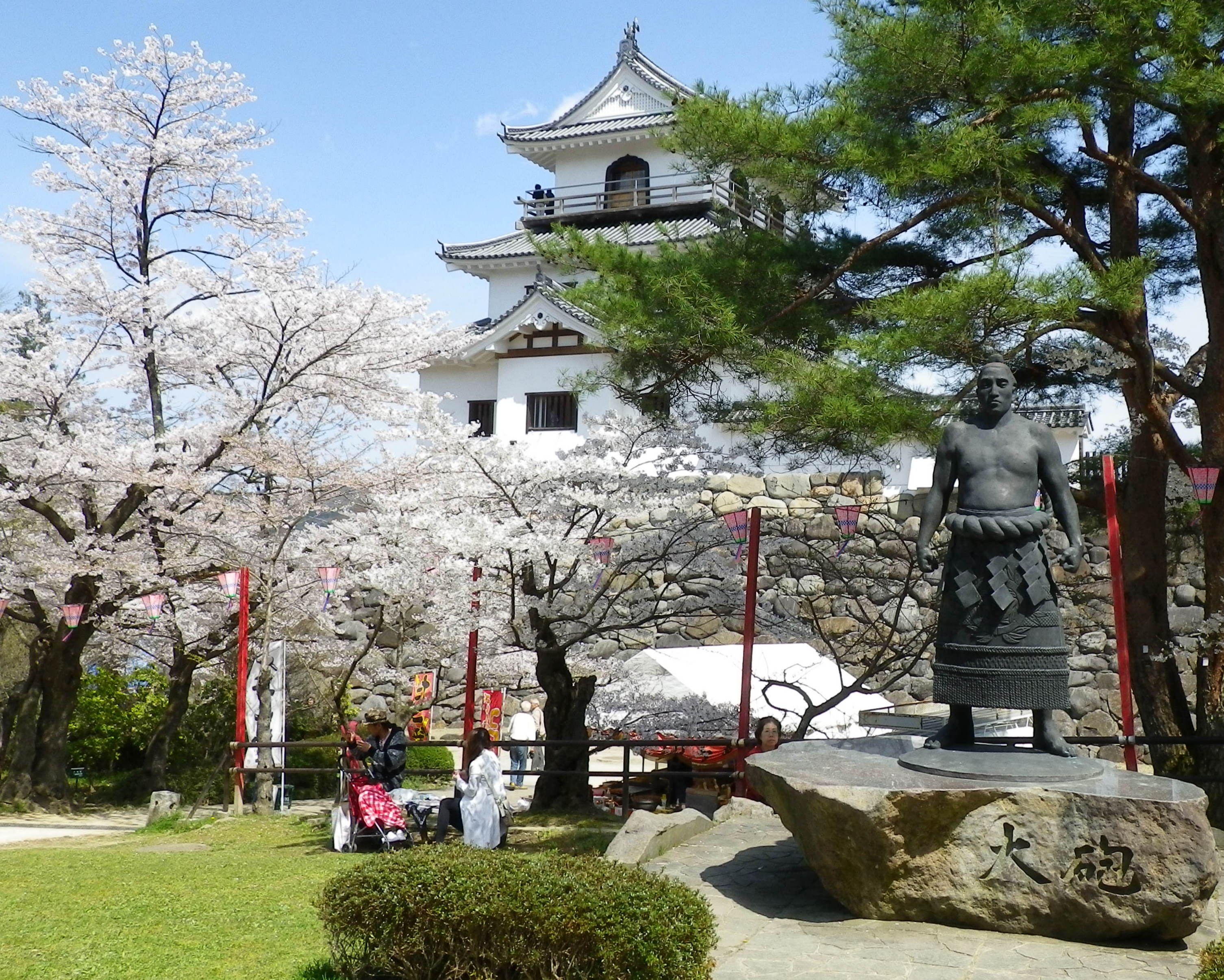
Blick auf den Burghof[a 2]